# Leif Wide
Leif Edvin Wide, född 21 juli 1934 i Stockholm, är en svensk läkare.
Wide, som är son till rektor Edvin Wide och Axelina Andersson, blev efter studentexamen i Stockholm 1954 medicine kandidat där 1956, medicine licentiat och medicine doktor i Uppsala 1963 på avhandlingen An immunological method for the assay of human chorionic gonadotrophin och docent i experimentell obstetrik och gynekologi vid Uppsala universitet samma år. 
Wide var underläkare vid kvinnokliniken på Akademiska sjukhuset 1963–1965, blev forskarassistent vid Uppsala universitet 1965 och sedermera professor i endokrinologisk biokemi där. Han blev extra läkare vid klinisk kemiska centrallaboratoriet på Akademiska sjukhuset 1965 samt överläkare där 1971. Han har författat skrifter i endokrinologi och immunologi. Han tilldelades Björkénska priset 2014 "för sina många banbrytande uppfinningar, bland dessa världsledande metoder inom allergidiagnostik och moderna graviditetstester."